# Bukoba
Bukoba er en by i den nordlige del af Tanzania, med et indbyggertal på cirka 100.000. Byen er hovedstad i regionen Kagera, og ligger ved breden af Victoriasøen. Bukoba har en venskabsby i Danmark, denne by hedder Nykøbing Mors.